# جون روبنسون مكراكين
جون روبنسون مكراكين (بالإنجليزية: John McCracken Robinson) (و. 1794 – 1843 م) هو سياسي، وقاض، ومحام من الولايات المتحدة الأمريكية ولد في جورجتاون.
تولى منصب عضو مجلس الشيوخ الأمريكي .وهو عضو في الحزب الديمقراطي الأمريكي .